# Miedo (canción de Ruth Lorenzo)
Miedo es un sencillo de la cantante murciana Ruth Lorenzo, primer adelanto de su tercer álbum de estudio 'Crisálida'. Fue estrenado el 12 de junio de 2020 en plataformas digitales. El día anterior la revista ¡Hola! estrenó en exclusiva el vídeo oficial del tema, posteriormente estrenado en YouTube. 
La canción está escrita y producida por la propia artista, además de ser publicada bajo su propio sello discográfico, Raspberry Records. El tema alcanzó el día de su lanzamiento el número 2 en la lista de ventas de iTunes España. Junto a esto la cantante lanzó un espacio exclusivo en su web oficial en la que sus fans podrían compartir sus miedos de manera anónima.

## Videoclip
El vídeo fue lanzado el mismo día del estreno de la canción, contó con la dirección de Sergi Páez y Javier Pageo, encargado también de la dirección artística. Es un filme simple en blanco y negro que muestra a la artista cantando ante una luz.

## Listas
| País   | Lista  | Posición más alta |
| ------ | ------ | ----------------- |
| España | iTunes | 2                 |
| España |        |                   |